# Upplands runinskrifter 320
Upplands runinskrifter 320 är en försvunnen vikingatida runristning som funnits på ett jordfast stenblock i Kimsta, Skånela socken och Sigtuna kommun. Olof Celsius den äldre granskade inskriften 1727. Sedan dess har den inte stått att finna.

## Inskriften
Translitterering av runraden:
[kylfikʀ · lit · hkua · stain · auk · bia-... ...]
Normalisering till runsvenska:
Kylfingʀ let haggva stæin ok Bio[rn] ...
Översättning till nusvenska:
Kylfingr och Björn lät hugga stenen ...